# Rally Ourense-Ribeira Sacra
El Rally Orense-Ribeira Sacra es una prueba de rally que se disputa en la localidad de Nogueira de Ramuín en la provincia de Orense (España) organizado por la Escudería Luintra desde 2012 y es puntuable para el Campeonato de Galicia de Rally.

## Palmarés
| Año  | Edición                         | Piloto         | Copiloto       | Automóvil                  | Series  |
| ---- | ------------------------------- | -------------- | -------------- | -------------------------- | ------- |
| 2012 | 1º Rally Ribeira Sacra          | Pedro Burgo    | Marcos Burgo   | Ford Focus RS WRC 05       | Galicia |
| 2013 | 2º Rally Ribeira Sacra          | Sergio Vallejo | Diego Vallejo  | Porsche 997 GT3 RS 3.6     | Galicia |
| 2014 | 3º Rally Ourense-Ribeira Sacra  | Iván Ares      | Álvaro Bañobre | Porsche 997 GT3 RS 3.6     | Galicia |
| 2015 | 4º Rally Ourense-Ribeira Sacra  | Iván Ares      | Álvaro Bañobre | Porsche 997 GT3 RS 3.8     | Galicia |
| 2016 | 5º Rally Ourense-Ribeira Sacra  | Alberto Meira  | David Vázquez  | Mitsubishi Lancer Evo X R4 | Galicia |
| 2017 | 6º Rally Ourense-Ribeira Sacra  | Hiroki Arai    | Clenn Macneall | Ford Fiesta R5             | Galicia |
| 2018 | 7º Rally Ourense-Ribeira Sacra  | Víctor Senra   | David Vázquez  | Ford Fiesta R5             | Galicia |
| 2019 | 8º Rally Ourense-Ribeira Sacra  | Víctor Senra   | David Vázquez  | Citroën C3 R5              | Galicia |
| 2021 | 9º Rally Ourense-Ribeira Sacra  | Víctor Senra   | Ramón López    | Škoda Fabia Rally2 evo     | Galicia |
| 2022 | 10º Rally Ourense-Ribeira Sacra | Víctor Senra   | José Murado    | Škoda Fabia Rally2 evo     | Galicia |